# Mayfair (revista)
Mayfair es una revista para adultos británica especializada en pornografía softcore. Es una de las cabeceras de la editorial Paul Raymond Publications, que reúne otros títulos como Men's Only, Razzle, Escort o Club International. Fundada en 1965, su salida fue una respuesta del mercado británico a las revistas estadounidenses Playboy y Penthouse.

## Historia
Mayfair se lanzó en agosto de 1965 por la editorial Fisk Publishing Ltd. La compañía estaba controlada por Brian Fisk, y el primer editor de Mayfair fue Graham Masterton, a quien le sucedió el redactor de Woman's Own, Kenneth Bound. Además de incluir desnudos en su interior, presentó historias cortas y artículos periodísticos sobre intereses masculinos, pero también sobre temas políticos, de automovilismo o historia militar. En sus primeros años, un colaborador habitual de ficción y no ficción fue el autor estadounidense William S. Burroughs.
Una característica durante muchos años fue "Quest", "el laboratorio de la respuesta humana", entrevistas supuestamente con personas comunes (cada tema presentaba conversaciones separadas con dos mujeres y un hombre, y ocasionalmente parejas) sobre asuntos sexuales y descripciones gráficas de encuentros sexuales. Graham Masterton inicialmente escribió "Quest" como ficción, pero luego entrevistó a personas reales para informar el artículo. Otra característica habitual fue una tira cómica de larga duración que presentaba las desventuras de Carrie, una rubia núbil que perdió su ropa en varias situaciones embarazosas. Desde 1972 hasta 1975, las tiras fueron acompañadas de historietas y escenas pintadas por Don Lawrence.
El número de diciembre de cada año generalmente era de doble tamaño y presentaba una "revisión" de los modelos vistos en números anteriores. 
En marzo de 1982, Robert Maxwell llegó a un acuerdo para comprar Mayfair a Yvonne Fisk, viuda del fundador Brian. Sin embargo, Bound persuadió a Maxwell para que le permitiera montar una compra de gestión en su lugar.
Muchos aspectos de la revista cambiaron cuando, después de 24 años como editor, Kenneth Bound acordó vender la revista a Paul Raymond Publications. El último número anterior al cambio de editor fue el volumen 26 Nº 1, en enero de 1990. En ese momento la revista tenía una circulación neta de 295 646 ejemplares según la Oficina de Circulación de Auditoría del Reino Unido.
El cambio de dueño y la designación de Stephen Bleach como editor llevaron a una mayor explicitud, más material de temática lésbica y un enfoque en modelos establecidos, principalmente con figuras de pechos grandes. La descripción detallada de las "vidas cotidianas" de las mujeres dio paso a descripciones explícitas de sus vidas sexuales.
El contenido serio se redujo gradualmente a favor de un enfoque más parecido a las revistas convencionales como Loaded, mientras que los hombres entrevistados en "Quest" se retiraron a favor de contribuciones más extremas de mujeres, incluido el lesbianismo.

## Modelos femeninas aparecidas en la revista
- Joanie Allum
- Melanie Appleby
- Debee Ashby
- Brigitte Barclay
- Paula Ann Bland
- Claire Cass
- Donna Ewin
- Samantha Fox
- Jo Guest
- Kirsten Imrie
- Linda Lusardi
- Barbara Lidford
- Sabrina Salerno
- Joan Templeton
- Caroline Cossey
- Maria Whittaker
- Lesley-Anne Down
- Penny Irving
- Gail Harris
- Nina Carter